# Christina Cabot
Christina Cabot (ur. 16 grudnia 1969 w Nowym Jorku) – amerykańska aktorka filmowa i telewizyjna. Jest najmłodszą córką Joego Cabota i Cindy Lord.

## Wybrana filmografia

### Filmy
- 1999: Podziemny krąg jako liderka grupy
- 1999: Simpatico jako kelnerka
- 1999: Człowiek z księżyca jako medytująca studentka
- 2000: Mistrz przekrętu jako kasjerka bankowa
- 2003: Zdarzył się cud (TV) jako Stella
- 2005: Osaczony jako dziennikarka
- 2008: Incredible Hulk jako major Kathleen Sparr
- 2008: W cieniu chwały jako policjantka patrolująca

### Seriale TV
- 1998: Biuro jako Lisa
- 1999: Diabli nadali jako Jill
- 2003: Sześć stóp pod ziemią jako podróżniczka
- 2005: Dowody zbrodni jako Louise (77)
- 2007: Rodzina Soprano jako Lynn